# This Way
This Way Es el álbum debut de la cantante Estadounidense de Indie rock y Rock alternativo, Hana Pestle, fue lanzado bajo el sello de la discográfica NPR Records perteneciente al exintegrante de la Evanescence, Ben Moody en 2009 donde fue liberado en su propia página web hanapestle.com.
El álbum tuvo una buena aceptación conforme críticas y muchos la compararon a trabajos de Sarah McLachlan, Oasis, Alanis Morissette y hasta Enya. Todos los temas fueron coescritos por Ben Moody y Michael Marring y este último se encargó de la producción. 

## Lista de canciones
| N.º | Título                  | Duración |  |
| 1.  | «Never Learned to Lie»  | 3:19     |  |
| 2.  | «The Red Death Ball»    | 4:43     |  |
| 3.  | «Need»                  | 3:52     |  |
| 4.  | «Rain»                  | 4:08     |  |
| 5.  | «This Way»              | 3:50     |  |
| 6.  | «Not Worth Today»       | 3:56     |  |
| 7.  | «Shadows»               | 4:20     |  |
| 8.  | «Let Me Be»             | 6:14     |  |
| 9.  | «Starting to Like This» | 3:29     |  |
| 10. | «Lilly of the Lake»     | 4:34     |  |
| 11. | «Make You Hurt»         | 3:37     |  |
| 12. | «What Makes Things»     | 5:11     |  |

- Datos: Q3524763